# NGC 5883
NGC 5883 is een lensvormig sterrenstelsel in het sterrenbeeld Weegschaal. Het hemelobject werd op 30 juli 1867 ontdekt door de Amerikaanse astronoom Joseph Winlock.

## Synoniemen
- MCG -2-39-14
- NPM1G -14.0562
- PGC 54439